# Xatrac fluvial
El xatrac fluvial (Sterna aurantia) és una espècie d'ocell de la família dels làrids (Laridae) que habita rius i costes d'Àsia meridional, al Pakistan, l'Índia, el Nepal, sud-oest de la Xina i Indoxina.